# Temple de Castor et Pollux (Cirque Flaminius)
Ne doit pas être confondu avec Temple des Dioscures.
Le temple de Castor et Pollux in Circo Flaminio (en latin : Aedes Castoris et Pollucis) est un temple romain situé à Rome et construit à la fin de la République dans la zone du Cirque Flaminius. Il est dédié au culte des Dioscures.

## Localisation
L'existence du temple est connue grâce à Vitruve dans son ouvrage De Architectura ainsi que par la mention Castoris et Pollucis sur le plan de marbre découvert en 1983 le long de la Via Anicia dans le Trastevere. Selon ce plan, plus ancien et plus détaillé que le célèbre plan de marbre de la Forma Urbis, le temple de Castor et Pollux se trouve dans la zone du Cirque Flaminius, sur la rive gauche du Tibre. Selon l'archéologue italien Antonio Maria Colini, le temple serait même intégré à la structure du cirque romain. Avant la découverte du plan de la Via Anicia, le temple était déjà localisé entre le Cirque Flaminius et le Tibre après la mise au jour d'un fragment d'une statue d'un des Dioscures près de l'église San Tommaso ai Cenci.
En 1996, les archéologues italiens Paola Ciancio Rossetto et Massimo Vitti mettent au jour les vestiges d'une construction monumentale près de la Piazza delle Cinque Schole qu'ils proposent d'identifier au temple de Castor et Pollux in Circo mais cette identification demeure incertaine. En effet, l'étude en coupe du podium ne semble pas correspondre aux informations données par le plan de la Via Anicia.

## Fonction
Le temple est dédié aux jumeaux Castor et Pollux, connus des Romains sous le nom des Dioscures. La présence de leur culte à Rome remonte au début du Ve siècle av. J.-C. avec la construction d'un grand temple sur le Forum Romain par Aulus Postumius Albus pour commémorer leur intervention légendaire lors de la bataille du lac Régille,.

## Histoire
Le temple est probablement construit durant la première moitié du Ier siècle av. J.-C., après le triomphe de Publius Servilius Vatia Isauricus en 74 av. J.-C. ou  après celui de Quintus Caecilius Metellus Pius en 71 av. J.-C., On ne dispose d'aucune source antique indiquant la date et les circonstances du vœu à l'origine de la construction, la date de construction ou encore la date de la dédicace mais le dies natalis du temple, le 13 août, est attesté par trois calendriers antiques : les Fasti Antiates maiores, les Fasti Allifani et les Fasti Amiternini.

## Description
D'après le plan de la Via Anicia et selon Vitruve, le temple possède une cella plus large que profonde (cella oblongue), comme le temple de Véiovis ou le temple de la Concorde. Il s'agit d'un temple prostyle hexastyle très semblable au temple de la Concorde. Contrairement aux autres temples qui présentent la même particularité architecturale, le plan du temple de Castor et Pollux ne semble pas s'expliquer par un manque d'espace lors de la construction.
On accède au pronaos depuis la rue par un escalier frontal de huit marches. Sur le plan de marbre, le podium est représenté par une ligne double qui doit correspondre à la projection des moulures. Une rue étroite sépare le temple d'une série d'entrepôts et d'un portique qui longent la rive du Tibre.